# Antonio Calderón Vallejo
Antonio Calderón Vallejo (Ronda, 31 marzo 1984) è un ex calciatore spagnolo, di ruolo centrocampista.

## Carriera
In carriera ha giocato 9 partite di qualificazione alle coppe europee, di cui 7 per la Champions League e 2 per l'Europa League, tutte con il Lincoln Red Imps.